# Dzianis Rutenka
Dzianis Rutenka, né le 14 février 1986 à Minsk (URSS, aujourd'hui Biélorussie), est un joueur de handball international biélorusse.
Évoluant au poste d'ailier droit, il évolue avec le club biélorusse du Dinamo Minsk de 2008 à février 2014, date à laquelle il rejoint un autre club biélorusse, le HC Meshkov Brest.
Il est le frère de Siarhei Rutenka, l’un des meilleurs joueurs biélorusses de tous les temps.

## Palmarès

### En clubs
- Vainqueur du championnat de Biélorussie (12) : 2003, 2009, 2010, 2011, 2012, 2013, 2014, 2015, 2016, 2017, 2018, 2019
- Vainqueur de la coupe de Biélorussie (8) : 2003, 2010, 2013, 2014, 2015, 2016, 2017, 2018

### En équipe nationale
- 12e place au championnat d'Europe 2014
- 18e place au championnat du monde 2015
- 11e place au championnat du monde 2017
- 10e place au championnat d'Europe 2018